# Seseli
Séséli
Genre
Classification GRIN
Seseli, le Séséli, est un genre de plantes à fleurs de la famille des Apiaceae (Ombellifères), sous-famille des Apioideae, tribu des Selineae. Ce sont des plantes herbacées trouvée en Eurasie et en Afrique du Nord.
Les graines de la plante appelée Séséli de Marseille (= Seseli tortuosum) étaient un des multiples constituants de la thériaque de la pharmacopée maritime occidentale au XVIIIe siècle.

## Répartition
Ce genre est représenté par plus d'une centaine d'espèces dans toute l'Eurasie et en Afrique du Nord (paléarctique).

## Principales espèces
- Seseli annuum L. - Séséli des steppes
- Seseli carvifolium Vill.
- Seseli elatum L. - Séséli élevé
- Seseli libanotis (L.) W.D.J.Koch - le Libanotis en français (synonyme actuel : Libanotis pyrenaica (L.) O.Schwarz, 1949)
- Seseli montanum L. - Séséli des montagnes
- Seseli peucedanoides (M.Bieb.) Koso-Pol. - Séséli faux peucédan ou Séséli verdâtre
- Seseli tortuosum L. - Séséli tortueux

## Liste des espèces
Selon Plants of the World online (POWO) (12 novembre 2023) :
- Seseli abolinii (Korovin) Schischk.
- Seseli acaulis (R.H.Shan & M.L.Sheh) V.M.Vinogr.
- Seseli aemulans Popov
- Seseli afghanicum (Podlech) Pimenov
- Seseli alaicum Pimenov
- Seseli albescens (Franch.) Pimenov & Kljuykov
- Seseli alboalatum (Haines) Pimenov & Kljuykov
- Seseli alexeenkoi Lipsky
- Seseli andronakii Woronow ex Schischk.
- Seseli annuum L.
- Seseli arenarium M.Bieb.
- Seseli aroanicum Hartvig
- Seseli asperulum (Trautv.) Schischk.
- Seseli atlanticum Boiss.
- Seseli austriacum (Beck) Wohlf.
- Seseli besserianum Stoyanov & Ostr.
- Seseli betpakdalense Bajtenov
- Seseli bocconei Guss.
- Seseli buchtormense (Fisch. ex Hornem.) W.D.J.Koch
- Seseli bulgaricum P.W.Ball
- Seseli calycinum (Korovin) Pimenov & Sdobnina
- Seseli campestre Besser
- Seseli cantabricum Lange
- Seseli condensatum (L.) Rchb.f.
- Seseli coreanum H.Wolff
- Seseli coronatum Ledeb.
- Seseli corymbosum Boiss. & Heldr.
- Seseli crithmifolium (Juss. ex DC.) Boiss.
- Seseli cuneifolium M.Bieb.
- Seseli degenii Urum.
- Seseli delavayi Franch.
- Seseli denudatum Boiss.
- Seseli dichotomum Pall. ex M.Bieb.
- Seseli djianeae Gamisans
- Seseli eriocarpum (Schrenk) B.Fedtsch.
- Seseli eriocephalum (Pall. ex Spreng.) Schischk.
- Seseli eryngioides (Korovin) Pimenov & V.N.Tikhom.
- Seseli farrenyi Molero & J.Pujadas
- Seseli fasciculatum (Korovin) Korovin ex Schischk.
- Seseli foliosum (Sommier & Levier) Manden.
- Seseli galioides Lazkov
- Seseli galloprovinciale Reduron
- Seseli giganteum Lipsky
- Seseli glabratum Willd. ex Schult.
- Seseli globiferum Vis.
- Seseli gouanii W.D.J.Koch
- Seseli gracile Waldst. & Kit.
- Seseli grandivittatum (Sommier & Levier) Schischk.
- Seseli grubovii V.M.Vinogr. & Sanchir
- Seseli gummiferum Pall. ex Sm.
- Seseli halkensis C.Catt., Kit Tan & Biel
- Seseli hartvigii Parolly & Nordt
- Seseli heterophyllum Janka
- Seseli hippomarathrum Jacq.
- Seseli iliense (Regel & Schmalh.) Lipsky
- Seseli ×inaequale N.Terracc.
- Seseli incanum (Stephan ex Willd.) B.Fedtsch.
- Seseli incisodentatum K.T.Fu
- Seseli intramongolicum Ma
- Seseli intricatum Boiss.
- Seseli jinanense (L.C.Xu & M.D.Xu) Pimenov
- Seseli jomuticum Schischk.
- Seseli junatovii V.M.Vinogr.
- Seseli karateginum Lipsky
- Seseli kaschgaricum Pimenov & Kljuykov
- Seseli kiabii (Akhani) Akhani
- Seseli korovinii Schischk.
- Seseli korshinskyi (Schischk.) Pimenov
- Seseli krylovii (V.N.Tikhom.) Pimenov & Sdobnina
- Seseli lancifolium (K.T.Fu) Pimenov
- Seseli lanzhouense (K.T.Fu ex R.H.Shan & M.L.Sheh) V.M.Vinogr.
- Seseli laticalycinum (R.H.Shan & M.L.Sheh) Pimenov
- Seseli lehmannianum Boiss.
- Seseli lehmannii Degen
- Seseli leptocladum Woronow
- Seseli leucospermum Waldst. & Kit.
- Seseli libanotis (L.) W.D.J.Koch
- Seseli longifolium L.
- Seseli luteolum Pimenov
- Seseli mairei H.Wolff
- Seseli malyi A.Kern.
- Seseli marashica E.Doğan & H.Duman
- Seseli marginatum (Korovin) Pimenov & Sdobnina
- Seseli merkuloviczii (Korovin) Pimenov & Sdobnina
- Seseli mironovii (Korovin) Pimenov & Sdobnina
- Seseli montanum L.
- Seseli nemorosum (Korovin) Pimenov
- Seseli nevskii (Korovin) Pimenov & Sdobnina
- Seseli nortonii Fedde ex H.Wolff
- Seseli nudum (Lindl.) Pimenov & Kljuykov
- Seseli osseum Crantz
- Seseli pallasii Besser
- Seseli paphlagonicum Pimenov & Kljuykov
- Seseli parnassicum Boiss. & Heldr.
- Seseli peixotoanum Samp.
- Seseli pelliotii (H.Boissieu) Pimenov & Kljuykov
- Seseli petraeum M.Bieb.
- Seseli petrosciadium Pimenov & Kljuykov
- Seseli peucedanoides (M.Bieb.) Koso-Pol.
- Seseli phrygium Pimenov & Kljuykov
- Seseli polyphyllum Ten.
- Seseli ponticum Lipsky
- Seseli praecox (Gamisans) Gamisans
- Seseli purpureovaginatum R.H.Shan & M.L.Sheh
- Seseli resinosum Freyn & Sint.
- Seseli rhodopeum Velen.
- Seseli rigidum Waldst. & Kit.
- Seseli rimosum Pimenov
- Seseli roylei (Lindl.) Pimenov & Kljuykov
- Seseli rupicola Woronow
- Seseli salsugineum A.Duran & Lyskov
- Seseli sandbergiae Fedde ex H.Wolff
- Seseli schrenkianum (C.A.Mey. ex Schischk.) Pimenov & Sdobnina
- Seseli sclerophyllum Korovin
- Seseli scopulorum C.C.Towns.
- Seseli seravschanicum Pimenov & Sdobnina
- Seseli serpentina B.L.Burtt ex H.Duman & E.Doğan
- Seseli seseloides (Fisch. & C.A.Mey. ex Ledeb.) M.Hiroe
- Seseli sessiliflorum Schrenk
- Seseli setifera (Korovin ex Pavlov) M.Hiroe
- Seseli sibiricum (L.) Garcke
- Seseli sibthorpii Gren. & Godr.
- Seseli squarrulosum R.H.Shan & M.L.Sheh
- Seseli staintonii (Riedl & Kuber) Pimenov & Kljuykov
- Seseli staurophyllum Rech.f.
- Seseli stewartii (M.Hiroe) Pimenov & Kljuykov
- Seseli strictum Ledeb.
- Seseli talassicum (Korovin) Pimenov & Sdobnina
- Seseli tenellum Pimenov
- Seseli tenuisectum Regel & Schmalh.
- Seseli thomsonii (C.B.Clarke) Pimenov & Kljuykov
- Seseli togasii (M.Hiroe) Pimenov & Kljuykov
- Seseli tommasinii Rchb.f.
- Seseli tortuosum L.
- Seseli tragioides Pimenov
- Seseli transcaucasicum (Schischk.) Pimenov & Sdobnina
- Seseli turbinatum Korovin
- Seseli ugoense Koidz.
- Seseli unicaule (Korovin) Pimenov
- Seseli valentinae Popov
- Seseli vandasii Hayek
- Seseli veitchii (H.Boissieu) Pimenov
- Seseli wannienchun (K.T.Fu) Pimenov
- Seseli yunnanense Franch.

## Synonymes
Selon Plants of the World online (POWO) (12 novembre 2023) :
- Bakeros Raf. in Good Book: 51 (1840)
- Balinotella Soják in Zprávy Krajsk. Vlastiv. Muz. Olomouci 215: 3 (1982)
- Cremastosciadium Rech.f. in Biol. Skr. 13(4): 47 (1963)
- Dela Adans. in Fam. Pl. 2: 499 (1763)
- Elaeopleurum Korovin in Trudy Inst. Bot. Akad. Nauk Kazakhst. S.S.R. 13: 248 (1962)
- Eriocycla Lindl. in J.F.Royle, Ill. Bot. Himal. Mts.: t. 51, f. 2, a-c (1835)
- Galbanophora Neck. in Elem. Bot. 1: 175 (1790), opus utique oppr.
- Gasparinia Bertol. in Fl. Ital. 3: 614 (1839)
- Hippaton Raf. in Good Book: 51 (1840), nom. superfl.
- Hippomarathrum G.Gaertn., B.Mey. & Scherb. in Oekon. Fl. Wetterau 1: 249 (1799)
- Leiotelis Raf. in Good Book: 50 (1840)
- Libanotis Haller ex Zinn in Cat. Pl. Hort. Gott.: 226 (1757), nom. cons.
- Lomatopodium Fisch. & C.A.Mey. in Bull. Cl. Phys.-Math. Acad. Imp. Sci. Saint-Pétersbourg 3: 305 (1845)
- Marathrum Link in Handbuch 1: 348 (1829), nom. illeg.
- Oreotelia Raf. in Good Book: 50 (1840)
- Petrosciadium Edgew. in Proc. Linn. Soc. London 1: 252 (1845)
- Pseudammi H.Wolff in Repert. Spec. Nov. Regni Veg. 17: 173 (1921)
- Scaphespermum Edgew. in Trans. Linn. Soc. London 20: 58 (1846)
- Seselinia Beck in Verh. K. K. Zool.-Bot. Ges. Wien 41: 797 (1891)
- Sphenocarpus Korovin in Bot. Mater. Gerb. Inst. Bot. Zool. Akad. Nauk Uzbeksk. S.S.R. 8: 22 (1947)